# Coppa di Francia 2013-2014
La Coppa di Francia 2013-2014 è stata la 97ª edizione dell'omonima competizione, organizzata dalla FFF e aperta a tutte le squadre francesi e della Francia d'oltremare.
Il Guingamp ha vinto il trofeo per la seconda volta, qualificandosi alla fase a gironi della UEFA Europa League 2014-2015.

## Regolamento
La manifestazione era costituita da tredici turni, oltre alla finale, tutti ad eliminazione diretta.
Ai primi due turni, denominati Qualificazioni regionali, prendevano parte le formazioni dilettantistiche inferiori alla quarta divisione. Al terzo turno entravano le squadre del CFA 2, quelle del CFA al quarto e quelle del Championnat National al quinto. Al settimo turno sono state ammesse le formazioni militanti in Ligue 2 e le sette squadre d'oltremare.
La fase finale ha preso il via con i trentaduesimi di finale, corrispondenti al nono turno, dove sono entrate in scena le venti squadre di Ligue 1.

## Calendario
| Fase                     | Turno                   | Partita unica       |                     |
| ------------------------ | ----------------------- | ------------------- | ------------------- |
| Qualificazioni regionali | 1º turno                | Date regionali      | Date regionali      |
| Qualificazioni regionali | 2º turno                | Date regionali      | Date regionali      |
| Preliminari              | 3º turno                | 15 settembre 2013   | 15 settembre 2013   |
| Preliminari              | 4º turno                | 29 settembre 2013   | 29 settembre 2013   |
| Preliminari              | 5º turno                | 13 ottobre 2013     | 13 ottobre 2013     |
| Preliminari              | 6º turno                | 27 ottobre 2013     | 27 ottobre 2013     |
| Preliminari              | 7º turno                | 16/17 novembre 2013 | 16/17 novembre 2013 |
| Preliminari              | 8º turno                | 7/8 dicembre 2013   | 7/8 dicembre 2013   |
| Fase Finale              | Trentaduesimi di finale | 4/5 gennaio 2014    | 4/5 gennaio 2014    |
| Fase Finale              | Sedicesimi di finale    | 21/22 gennaio 2014  | 21/22 gennaio 2014  |
| Fase Finale              | Ottavi di finale        | 11/12 febbraio 2014 | 11/12 febbraio 2014 |
| Fase Finale              | Quarti di finale        | 25/26 marzo 2014    | 25/26 marzo 2014    |
| Fase Finale              | Semifinali              | 15/16 aprile 2014   | 15/16 aprile 2014   |
| Fase Finale              | Finale                  | 3 maggio 2014       | 3 maggio 2014       |

## Fase finale

### Trentaduesimi di finale
| Squadra 1           | Risultato       | Squadra 2           |
| ------------------- | --------------- | ------------------- |
| 4 gennaio 2014      |                 |                     |
| Avranches           | 1 - 3           | Lens                |
| Épinal              | 1 - 4           | Niort               |
| Monts d'Or Azergues | 1 - 1 (3-2 dtr) | Istres              |
| Pontarlier          | 1 - 3           | Caen                |
| Chambly             | 1 - 1 (5-6 dtr) | Angers              |
| La Roche            | 0 - 3 (dts)     | CA Bastia           |
| Magny               | 1 - 6           | Moulins             |
| Aubagne             | 3 - 3 (4-5 dtr) | Digione             |
| Yzeure              | 1 - 0           | Lorient             |
| Boulogne            | 3 - 1           | Beauvais            |
| Les Herbiers        | 0 - 1           | Plabennec           |
| Bressuire           | 0 - 3           | Sochaux             |
| Poissy              | 0 - 1           | Concarneau          |
| Romorantin          | 1 - 2           | Tolosa              |
| Rennes              | 1 - 1 (8-7 dtr) | Valenciennes        |
| 5 gennaio 2014      |                 |                     |
| Marcq               | 2 - 6           | Auxerre             |
| Amand               | 1 - 1 (2-4 dtr) | Croix               |
| La Cayolle          | 0 - 2           | Balagne Ile Rousse  |
| Bourg-Péronnas      | 0 - 2           | Guingamp            |
| Amiens              | 1 - 3           | Lilla               |
| Bastia              | 1 - 0           | Évian TG            |
| Nantes              | 0 - 2           | Nizza               |
| La Suze             | 1 - 6           | Olympique Lione     |
| Rodez               | 0 - 2           | Montpellier         |
| Raon-l'Étape        | 1 - 2           | Bordeaux            |
| Quimperlé           | 1 - 2           | Ajaccio             |
| Vannes              | 2 - 3           | Monaco              |
| Sète                | 2 - 0           | Carquefou           |
| Olympique Marsiglia | 2 - 0 (dts)     | Stade Reims         |
| 8 gennaio 2014      |                 |                     |
| Jura                | 1 - 0           | Créteil-Lusitanos   |
| Brest               | 2 - 5           | Paris Saint-Germain |
| 14 gennaio 2014     |                 |                     |
| Cannes              | 1 - 1 (4-3 dtr) | Saint-Étienne       |

### Sedicesimi di finale
| Squadra 1           | Risultato       | Squadra 2       |
| ------------------- | --------------- | --------------- |
| 21 gennaio 2014     |                 |                 |
| Ajaccio             | 0 - 2           | Caen            |
| Lens                | 2 - 1 (dts)     | Bastia          |
| Boulogne            | 0 - 2           | Rennes          |
| Angers              | 1 - 0           | Sochaux         |
| Sète                | 2 - 0           | Jura            |
| Concarneau          | 2 - 3 (dts)     | Guingamp        |
| Croix               | 0 - 3           | Lilla           |
| CA Bastia           | 2 - 2 (5-4 dtr) | Niort           |
| Olympique Marsiglia | 4 - 5           | Nizza           |
| 22 gennaio 2014     |                 |                 |
| Monts d'Or Azergues | 0 - 3           | Monaco          |
| Balagne Ile Rousse  | 0 - 0 (4-3 dtr) | Bordeaux        |
| Yzeure              | 1 - 3           | Olympique Lione |
| Moulins             | 2 - 1           | Tolosa          |
| Paris Saint-Germain | 1 - 2           | Montpellier     |
| 23 gennaio 2014     |                 |                 |
| Auxerre             | 3 -2 (dts)      | Digione         |
| Cannes              | 1 - 0           | Plabennec       |

### Ottavi di finale
| Squadra 1          | Risultato       | Squadra 2   |
| ------------------ | --------------- | ----------- |
| 11 febbraio 2014   |                 |             |
| Cannes             | 1 - 0 (dts)     | Montpellier |
| Angers             | 4 - 2 (dts)     | CA Bastia   |
| Lilla              | 3 - 3 (6-5 dtr) | Caen        |
| 12 febbraio 2014   |                 |             |
| Balagne Ile Rousse | 0 - 2           | Guingamp    |
| Auxerre            | 0 - 1           | Rennes      |
| Moulins            | 3 - 1           | Sète        |
| Nizza              | 0 - 1 (dts)     | Monaco      |
| 13 febbraio 2014   |                 |             |
| Olympique Lione    | 1 - 2 (dts)     | Lens        |

### Quarti di finale
| Squadra 1     | Risultato       | Squadra 2 |
| ------------- | --------------- | --------- |
| 25 marzo 2014 |                 |           |
| Moulins       | 0 - 0 (2-4 dtr) | Angers    |
| 26 marzo 2014 |                 |           |
| Cannes        | 0 - 2           | Guingamp  |
| Monaco        | 6 - 0           | Lens      |
| 27 marzo 2014 |                 |           |
| Rennes        | 2 - 0           | Lilla     |

### Semifinali
| Squadra 1      | Risultato   | Squadra 2 |
| -------------- | ----------- | --------- |
| 15 aprile 2014 |             |           |
| Rennes         | 3 - 2       | Angers    |
| 16 aprile 2014 |             |           |
| Guingamp       | 3 - 1 (dts) | Monaco    |

### Finale
| Squadra 1 | Risultato | Squadra 2 |
| --------- | --------- | --------- |
| Rennes    | 0 - 2     | Guingamp  |

| Arbitro: | Chapron |

|  |           |                          |
|  | Marcatori | 37’ Pereira 46’ Yatabaré |

| Rennes | Guingamp |

#### Formazioni
| Rennes (4-3-3)     |    |                       |  |     |
|                    |    |                       |  |     |
| P                  | 1  | Benoît Costil         |  |     |
| TD                 | 29 | Romain Danzé (c)      |  |     |
| DC                 | 5  | Jean-Armel Kana-Biyik |  |     |
| DC                 | 22 | Sylvain Armand        |  |     |
| TS                 | 12 | Steven Moreira        |  |     |
| MED                | 23 | Anders Konradsen      |  | 62’ |
| CC                 | 28 | Abdoulaye Doucouré    |  |     |
| CC                 | 15 | Jean Makoun           |  | 68’ |
| CLD                | 6  | Kamil Grosicki        |  | 52’ |
| CLS                | 19 | Romain Alessandrini   |  |     |
| ATT                | 9  | Ola Toivonen          |  |     |
| A disposizione:    |    |                       |  |     |
| P                  | 30 | Cheick N'Diaye        |  |     |
| D                  | 21 | John Boye             |  |     |
| C                  | 10 | Foued Kadir           |  |     |
| C                  | 14 | Tiémoué Bakayoko      |  |     |
| C                  | 17 | Vincent Pajot         |  | 68’ |
| A                  | 11 | Nélson Oliveira       |  | 62’ |
| A                  | 24 | Paul-Georges Ntep     |  | 52’ |
| Allenatore:        |    |                       |  |     |
| Philippe Montanier |    |                       |  |     |

| Guingamp (4-4-2)   |    |                          |  |     |
|                    |    |                          |  |     |
| P                  | 30 | Mamadou Samassa          |  |     |
| TD                 | 6  | Jonathan Martins Pereira |  |     |
| DC                 | 29 | Christophe Kerbrat       |  |     |
| DC                 | 15 | Jérémy Sorbon            |  |     |
| TS                 | 7  | Dorian Lévêque           |  |     |
| CD                 | 8  | Claudio Beauvue          |  | 84’ |
| CC                 | 10 | Younousse Sankharé       |  |     |
| CC                 | 18 | Lionel Mathis (c)        |  |     |
| CS                 | 11 | Steeven Langil           |  | 79’ |
| ATT                | 13 | Christophe Mandanne      |  | 69’ |
| ATT                | 9  | Mustapha Yatabaré        |  |     |
| A disposizione:    |    |                          |  |     |
| P                  | 16 | Guy N'dy Assembé         |  |     |
| D                  | 4  | Baïssama Sankoh          |  |     |
| C                  | 5  | Moustapha Diallo         |  | 69’ |
| C                  | 26 | Thibault Giresse         |  | 79’ |
| C                  | 28 | Fatih Atık               |  | 84’ |
| A                  | 14 | Ladislas Douniama        |  |     |
| A                  | 17 | Rachid Alioui            |  |     |
| Allenatore:        |    |                          |  |     |
| Jocelyn Gourvennec |    |                          |  |     |